# Marszewo (przystanek kolejowy)
Marszewo – zlikwidowany przystanek Sławieńskiej Kolei Powiatowej w Marszewie w województwie zachodniopomorskim, w Polsce. Początkowo stacja, później przystanek, znajdował się na rozebranej linii ze Sławna do Ustki.